# In da Club
In da Club is de eerste single van het debuutalbum Get Rich or Die Tryin' van de Amerikaanse rapper 50 Cent. Het nummer is geproduceerd door Dr. Dre en zijn co-producer Mike Elizondo, die samen met 50 Cent ook de tekst hebben geschreven. In da Club haalde de 1e positie in de jaarlijst van 2003 van de Amerikaanse Billboard Hot 100.

## Achtergrond
Nadat 50 Cent ontdekt werd door Eminem in 2002, werd hij overgevlogen naar Los Angeles. waar hij Dr. Dre ontmoette. De twee namen daar zeven nummers op, waaronder In da Club. De beat was aanvankelijk bestemd voor het album D12 World van D12, maar werd later door de producer Dr. Dre aan 50 Cent gegeven. Omdat de rest van het album Get Rich or Die Tryin' donker en agressief was, wilde 50 Cent dat het nummer het tegenovergestelde werd.

## Muziekvideo
De muziekvideo van het nummer is geregisseerd door Phillip Atwell van 10 tot 11 december 2002. Het speelt zich af in een fictief "artiesten ontwikkelingscentrum". In het begin is te zien hoe een zwarte Hummer in de richting van het pand rijdt, op een onbekende locatie. 50 Cent wordt geïntroduceerd door in een fitnesscentrum vanaf het plafond naar beneden te komen. Ook is er een schietbaan te zien in de video. Aan het eind van de video wordt een raam onthuld, waarachter Eminem en Dr. Dre in witte jassen 50 Cent observeren in een ingebouwde nachtclub.

## Hitlijsten
| Chart                               | Hoogste positie |
| ----------------------------------- | --------------- |
| Australische ARIA Single Top 50     | 1               |
| Belgische Ultratop 50               | 2               |
| Canadese Single Top 50              | 1               |
| Deense Single Top 40                | 1               |
| Duitse Single Top 100               | 1               |
| Engelse Single Chart                | 3               |
| Finse Single Top 20                 | 9               |
| Franse Single Top 100               | 16              |
| Griekse Single Chart                | 3               |
| Ierse Single Top 50                 | 1               |
| Italiaanse Single Top 50            | 9               |
| Nieuw-Zeeland Single Top 40         | 1               |
| Nederlandse Top 40                  | 2               |
| Noorse Single Top 20                | 3               |
| Oostenrijkse Single Top 75          | 3               |
| United World Chart                  | 1               |
| VS Billboard Hot 100                | 1               |
| VS Hot R&B/Hip-Hop Singles & Tracks | 1               |
| VS Hot Rap Tracks                   | 1               |
| Zweedse Single Top 60               | 4               |
| Zwitserse Single Top 100            | 1               |

| "In Da Club" in de Billboard Hot 100 (11 januari 2003 - 14 augustus 2003) | "In Da Club" in de Billboard Hot 100 (11 januari 2003 - 14 augustus 2003) | "In Da Club" in de Billboard Hot 100 (11 januari 2003 - 14 augustus 2003) | "In Da Club" in de Billboard Hot 100 (11 januari 2003 - 14 augustus 2003) | "In Da Club" in de Billboard Hot 100 (11 januari 2003 - 14 augustus 2003) | "In Da Club" in de Billboard Hot 100 (11 januari 2003 - 14 augustus 2003) | "In Da Club" in de Billboard Hot 100 (11 januari 2003 - 14 augustus 2003) | "In Da Club" in de Billboard Hot 100 (11 januari 2003 - 14 augustus 2003) | "In Da Club" in de Billboard Hot 100 (11 januari 2003 - 14 augustus 2003) | "In Da Club" in de Billboard Hot 100 (11 januari 2003 - 14 augustus 2003) | "In Da Club" in de Billboard Hot 100 (11 januari 2003 - 14 augustus 2003) | "In Da Club" in de Billboard Hot 100 (11 januari 2003 - 14 augustus 2003) | "In Da Club" in de Billboard Hot 100 (11 januari 2003 - 14 augustus 2003) | "In Da Club" in de Billboard Hot 100 (11 januari 2003 - 14 augustus 2003) | "In Da Club" in de Billboard Hot 100 (11 januari 2003 - 14 augustus 2003) | "In Da Club" in de Billboard Hot 100 (11 januari 2003 - 14 augustus 2003) | "In Da Club" in de Billboard Hot 100 (11 januari 2003 - 14 augustus 2003) | "In Da Club" in de Billboard Hot 100 (11 januari 2003 - 14 augustus 2003) | "In Da Club" in de Billboard Hot 100 (11 januari 2003 - 14 augustus 2003) | "In Da Club" in de Billboard Hot 100 (11 januari 2003 - 14 augustus 2003) | "In Da Club" in de Billboard Hot 100 (11 januari 2003 - 14 augustus 2003) | "In Da Club" in de Billboard Hot 100 (11 januari 2003 - 14 augustus 2003) | "In Da Club" in de Billboard Hot 100 (11 januari 2003 - 14 augustus 2003) | "In Da Club" in de Billboard Hot 100 (11 januari 2003 - 14 augustus 2003) | "In Da Club" in de Billboard Hot 100 (11 januari 2003 - 14 augustus 2003) | "In Da Club" in de Billboard Hot 100 (11 januari 2003 - 14 augustus 2003) | "In Da Club" in de Billboard Hot 100 (11 januari 2003 - 14 augustus 2003) | "In Da Club" in de Billboard Hot 100 (11 januari 2003 - 14 augustus 2003) | "In Da Club" in de Billboard Hot 100 (11 januari 2003 - 14 augustus 2003) | "In Da Club" in de Billboard Hot 100 (11 januari 2003 - 14 augustus 2003) | "In Da Club" in de Billboard Hot 100 (11 januari 2003 - 14 augustus 2003) |
| Week                                                                      | 1                                                                         | 2                                                                         | 3                                                                         | 4                                                                         | 5                                                                         | 6                                                                         | 7                                                                         | 8                                                                         | 9                                                                         | 10                                                                        | 11                                                                        | 12                                                                        | 13                                                                        | 14                                                                        | 15                                                                        | 16                                                                        | 17                                                                        | 18                                                                        | 19                                                                        | 20                                                                        | 21                                                                        | 22                                                                        | 23                                                                        | 24                                                                        | 25                                                                        | 26                                                                        | 27                                                                        | 28                                                                        | 29                                                                        | 30                                                                        |
| ------------------------------------------------------------------------- | ------------------------------------------------------------------------- | ------------------------------------------------------------------------- | ------------------------------------------------------------------------- | ------------------------------------------------------------------------- | ------------------------------------------------------------------------- | ------------------------------------------------------------------------- | ------------------------------------------------------------------------- | ------------------------------------------------------------------------- | ------------------------------------------------------------------------- | ------------------------------------------------------------------------- | ------------------------------------------------------------------------- | ------------------------------------------------------------------------- | ------------------------------------------------------------------------- | ------------------------------------------------------------------------- | ------------------------------------------------------------------------- | ------------------------------------------------------------------------- | ------------------------------------------------------------------------- | ------------------------------------------------------------------------- | ------------------------------------------------------------------------- | ------------------------------------------------------------------------- | ------------------------------------------------------------------------- | ------------------------------------------------------------------------- | ------------------------------------------------------------------------- | ------------------------------------------------------------------------- | ------------------------------------------------------------------------- | ------------------------------------------------------------------------- | ------------------------------------------------------------------------- | ------------------------------------------------------------------------- | ------------------------------------------------------------------------- | ------------------------------------------------------------------------- |
| Nummer                                                                    | 67                                                                        | 55                                                                        | 27                                                                        | 15                                                                        | 11                                                                        | 4                                                                         | 2                                                                         | 2                                                                         | 1                                                                         | 1                                                                         | 1                                                                         | 1                                                                         | 1                                                                         | 1                                                                         | 1                                                                         | 1                                                                         | 1                                                                         | 2                                                                         | 4                                                                         | 6                                                                         | 8                                                                         | 9                                                                         | 13                                                                        | 18                                                                        | 20                                                                        | 25                                                                        | 31                                                                        | 44                                                                        | 46                                                                        | uit                                                                       |

| "In Da Club" in de Nederlandse Top 40 (3 april 2003 - 17 juli 2003) | "In Da Club" in de Nederlandse Top 40 (3 april 2003 - 17 juli 2003) | "In Da Club" in de Nederlandse Top 40 (3 april 2003 - 17 juli 2003) | "In Da Club" in de Nederlandse Top 40 (3 april 2003 - 17 juli 2003) | "In Da Club" in de Nederlandse Top 40 (3 april 2003 - 17 juli 2003) | "In Da Club" in de Nederlandse Top 40 (3 april 2003 - 17 juli 2003) | "In Da Club" in de Nederlandse Top 40 (3 april 2003 - 17 juli 2003) | "In Da Club" in de Nederlandse Top 40 (3 april 2003 - 17 juli 2003) | "In Da Club" in de Nederlandse Top 40 (3 april 2003 - 17 juli 2003) | "In Da Club" in de Nederlandse Top 40 (3 april 2003 - 17 juli 2003) | "In Da Club" in de Nederlandse Top 40 (3 april 2003 - 17 juli 2003) | "In Da Club" in de Nederlandse Top 40 (3 april 2003 - 17 juli 2003) | "In Da Club" in de Nederlandse Top 40 (3 april 2003 - 17 juli 2003) | "In Da Club" in de Nederlandse Top 40 (3 april 2003 - 17 juli 2003) | "In Da Club" in de Nederlandse Top 40 (3 april 2003 - 17 juli 2003) | "In Da Club" in de Nederlandse Top 40 (3 april 2003 - 17 juli 2003) | "In Da Club" in de Nederlandse Top 40 (3 april 2003 - 17 juli 2003) | "In Da Club" in de Nederlandse Top 40 (3 april 2003 - 17 juli 2003) |
| Week                                                                | 1                                                                   | 2                                                                   | 3                                                                   | 4                                                                   | 5                                                                   | 6                                                                   | 7                                                                   | 8                                                                   | 9                                                                   | 10                                                                  | 11                                                                  | 12                                                                  | 13                                                                  | 14                                                                  | 15                                                                  | 16                                                                  | 17                                                                  |
| ------------------------------------------------------------------- | ------------------------------------------------------------------- | ------------------------------------------------------------------- | ------------------------------------------------------------------- | ------------------------------------------------------------------- | ------------------------------------------------------------------- | ------------------------------------------------------------------- | ------------------------------------------------------------------- | ------------------------------------------------------------------- | ------------------------------------------------------------------- | ------------------------------------------------------------------- | ------------------------------------------------------------------- | ------------------------------------------------------------------- | ------------------------------------------------------------------- | ------------------------------------------------------------------- | ------------------------------------------------------------------- | ------------------------------------------------------------------- | ------------------------------------------------------------------- |
| Nummer                                                              | 13                                                                  | 4                                                                   | 2                                                                   | 3                                                                   | 2                                                                   | 3                                                                   | 3                                                                   | 6                                                                   | 6                                                                   | 12                                                                  | 13                                                                  | 13                                                                  | 18                                                                  | 24                                                                  | 24                                                                  | 31                                                                  | uit                                                                 |

| "In Da Club" in de Belgische Ultratop 50 (3 april 2003 - 21 augustus 2003) | "In Da Club" in de Belgische Ultratop 50 (3 april 2003 - 21 augustus 2003) | "In Da Club" in de Belgische Ultratop 50 (3 april 2003 - 21 augustus 2003) | "In Da Club" in de Belgische Ultratop 50 (3 april 2003 - 21 augustus 2003) | "In Da Club" in de Belgische Ultratop 50 (3 april 2003 - 21 augustus 2003) | "In Da Club" in de Belgische Ultratop 50 (3 april 2003 - 21 augustus 2003) | "In Da Club" in de Belgische Ultratop 50 (3 april 2003 - 21 augustus 2003) | "In Da Club" in de Belgische Ultratop 50 (3 april 2003 - 21 augustus 2003) | "In Da Club" in de Belgische Ultratop 50 (3 april 2003 - 21 augustus 2003) | "In Da Club" in de Belgische Ultratop 50 (3 april 2003 - 21 augustus 2003) | "In Da Club" in de Belgische Ultratop 50 (3 april 2003 - 21 augustus 2003) | "In Da Club" in de Belgische Ultratop 50 (3 april 2003 - 21 augustus 2003) | "In Da Club" in de Belgische Ultratop 50 (3 april 2003 - 21 augustus 2003) | "In Da Club" in de Belgische Ultratop 50 (3 april 2003 - 21 augustus 2003) | "In Da Club" in de Belgische Ultratop 50 (3 april 2003 - 21 augustus 2003) | "In Da Club" in de Belgische Ultratop 50 (3 april 2003 - 21 augustus 2003) | "In Da Club" in de Belgische Ultratop 50 (3 april 2003 - 21 augustus 2003) | "In Da Club" in de Belgische Ultratop 50 (3 april 2003 - 21 augustus 2003) | "In Da Club" in de Belgische Ultratop 50 (3 april 2003 - 21 augustus 2003) | "In Da Club" in de Belgische Ultratop 50 (3 april 2003 - 21 augustus 2003) | "In Da Club" in de Belgische Ultratop 50 (3 april 2003 - 21 augustus 2003) | "In Da Club" in de Belgische Ultratop 50 (3 april 2003 - 21 augustus 2003) | "In Da Club" in de Belgische Ultratop 50 (3 april 2003 - 21 augustus 2003) |
| Week                                                                       | 1                                                                          | 2                                                                          | 3                                                                          | 4                                                                          | 5                                                                          | 6                                                                          | 7                                                                          | 8                                                                          | 9                                                                          | 10                                                                         | 11                                                                         | 12                                                                         | 13                                                                         | 14                                                                         | 15                                                                         | 16                                                                         | 17                                                                         | 18                                                                         | 19                                                                         | 20                                                                         | 21                                                                         | 22                                                                         |
| -------------------------------------------------------------------------- | -------------------------------------------------------------------------- | -------------------------------------------------------------------------- | -------------------------------------------------------------------------- | -------------------------------------------------------------------------- | -------------------------------------------------------------------------- | -------------------------------------------------------------------------- | -------------------------------------------------------------------------- | -------------------------------------------------------------------------- | -------------------------------------------------------------------------- | -------------------------------------------------------------------------- | -------------------------------------------------------------------------- | -------------------------------------------------------------------------- | -------------------------------------------------------------------------- | -------------------------------------------------------------------------- | -------------------------------------------------------------------------- | -------------------------------------------------------------------------- | -------------------------------------------------------------------------- | -------------------------------------------------------------------------- | -------------------------------------------------------------------------- | -------------------------------------------------------------------------- | -------------------------------------------------------------------------- | -------------------------------------------------------------------------- |
| Nummer                                                                     | 13                                                                         | 2                                                                          | 2                                                                          | 2                                                                          | 2                                                                          | 2                                                                          | 2                                                                          | 2                                                                          | 4                                                                          | 4                                                                          | 5                                                                          | 8                                                                          | 9                                                                          | 13                                                                         | 14                                                                         | 16                                                                         | 19                                                                         | 29                                                                         | 35                                                                         | 42                                                                         | 48                                                                         | uit                                                                        |